# Epiorna ochreipennis
Epiorna ochreipennis is een vlinder uit de familie bloeddrupjes (Zygaenidae). De wetenschappelijke naam van deze soort is voor het eerst geldig gepubliceerd in 1874 door Butler.
De soort komt voor in tropisch Afrika.